# Daniel Bashiel Warner
Daniel Bashiel Warner (19 de abril de 1815 - 1 de diciembre de 1880) fue el tercer presidente de Liberia entre 1864 y 1868. Anteriormente se había desempeñado como quinto vicepresidente de Liberia bajo el presidente Stephen Allen Benson entre 1860 y 1864, y como 3er Secretario de Estado en el gabinete de Joseph Jenkins Roberts desde 1854 hasta 1856.

## Biografía
Warner, un afroamericano, nació en Hookstown Road, en el condado de Baltimore, Maryland, de un padre que era agricultor y ex esclavo que adquirió su libertad un año antes de que naciera Warner.
La fecha de nacimiento de Warner no está clara. Algunos registros muestran que nació el 19 de abril de 1815. Sin embargo, los documentos de la American Colonization Society apuntan a que tenía nueve años de edad cuando emigró a Liberia junto a ocho familiares en 1823. Esto implicaría que su año de nacimiento es 1814.
Miembro de la élite de los Estados Unidos y Liberia, también fue miembro de la Cámara de Representantes de Liberia y del Senado de Liberia. En 1877, se convirtió en agente de la Sociedad Americana de Colonización.
También escribió la letra del himno nacional de Liberia, que el país adoptó oficialmente cuando se independizó de la Sociedad Americana de Colonización en 1847.
Se desempeñó como 3.er Secretario de Estado en el gabinete de Joseph Jenkins Roberts desde 1854 hasta 1856, y como quinto vicepresidente de Liberia bajo el presidente Stephen Allen Benson entre 1860 y 1864. Este último año asumió la presidencia del país.
La principal preocupación de Warner como presidente era la relación de su gobierno con los pueblos indígenas de la zona, en particular los del interior del país. Organizó la primera expedición al denso bosque, dirigida por Benjamin JK Anderson. En 1868, Anderson viajó al interior de Liberia para firmar un tratado con el rey del Reino de Koya. Tomó notas cuidadosas que describían a los pueblos, las costumbres y los recursos naturales de las áreas por las que pasó, escribiendo un informe publicado de su viaje. Usando la información del informe de Anderson, el gobierno de Liberia se movió para ejercer un control limitado sobre la región interior.